# Jonathan Ikoné
Namitano Jonathan Ikoné (Bondy, 2 mei 1998) is een Frans voetballer die doorgaans als vleugelspeler speelt. Hij verruilde Paris Saint-Germain in juli 2018 voor Lille OSC. Ikoné debuteerde in 2019 in het Frans voetbalelftal.

## Clubcarrière
Ikoné sloot zich op twaalfjarige leeftijd aan bij Paris Saint-Germain. Op 12 augustus 2016 zat hij voor het eerst op de bank op de openingswedstrijd van het seizoen 2016/17 tegen SC Bastia. Op 28 september 2016 debuteerde hij in de UEFA Champions League tegen het Bulgaarse PFK Ludogorets. Hij viel na 88 minuten in voor Ángel Di María.

## Clubstatistieken
| Seizoen | Club                | Competitie | Competitie | Competitie | Competitie | Beker | Beker | Beker | Europa | Europa | Europa | Totaal | Totaal | Totaal |
| Seizoen | Club                | Competitie | Wed.       | Dlp.       | Ass.       | Wed.  | Dlp.  | Ass.  | Wed.   | Dlp.   | Ass.   | Wed.   | Dlp.   | Ass.   |
| ------- | ------------------- | ---------- | ---------- | ---------- | ---------- | ----- | ----- | ----- | ------ | ------ | ------ | ------ | ------ | ------ |
| 2016/17 | Paris Saint-Germain | Ligue 1    | 4          | 0          | 0          | 2     | 0     | 0     | 1      | 0      | 0      | 7      | 0      | 0      |
| 2016/17 | → Montpellier HSC   | Ligue 1    | 14         | 1          | 1          | 0     | 0     | 0     | —      | —      | —      | 14     | 1      | 1      |
| 2017/18 | → Montpellier HSC   | Ligue 1    | 18         | 1          | 1          | 5     | 1     | 0     | —      | —      | —      | 23     | 2      | 1      |
| 2018/19 | Lille OSC           | Ligue 1    | 38         | 3          | 10         | 3     | 0     | 1     | —      | —      | —      | 41     | 3      | 11     |
| 2019/20 | Lille OSC           | Ligue 1    | 28         | 3          | 6          | 4     | 0     | 1     | 4      | 1      | 0      | 36     | 4      | 7      |
| 2020/21 | Lille OSC           | Ligue 1    | 37         | 4          | 5          | 3     | 0     | 0     | 8      | 3      | 2      | 48     | 7      | 7      |
| 2021/22 | Lille OSC           | Ligue 1    | 18         | 1          | 0          | 2     | 0     | 0     | 5      | 1      | 2      | 25     | 2      | 2      |
| 2021/22 | ACF Fiorentina      | Serie A    | 17         | 1          | 1          | 4     | 0     | 1     | —      | —      | —      | 21     | 1      | 2      |
| 2022/23 | ACF Fiorentina      | Serie A    | 10         | 2          | 0          | 0     | 0     | 0     | 4      | 0      | 0      | 14     | 2      | 0      |
| Totaal  | Totaal              | Totaal     | 184        | 16         | 24         | 23    | 1     | 3     | 22     | 5      | 4      | 229    | 22     | 31     |

## Interlandcarrière
Ikoné kwam uit voor meerdere Franse nationale jeugdselecties. Hij won met Frankrijk –17 het EK –17 van 2015 en nam met datzelfde team deel aan het WK –17 van 2015. Ikoné was met Frankrijk –21 actief op het EK –21 van 2019. Ikoné debuteerde op 7 september 2019 in het Frans voetbalelftal, in een met 4–1 gewonnen EK-kwalificatiewedstrijd tegen Albanië. Hij schoot zelf de 4–0 binnen.

## Erelijst
| Competitie         |           |           |           |           |
| Competitie         | Aantal    | Jaren     |           |           |
| Lille OSC          | Lille OSC | Lille OSC | Lille OSC | Lille OSC |
| ------------------ | --------- | --------- | --------- | --------- |
| Kampioen Ligue 1   | 1x        | 2020/21   |           |           |
| Frankrijk –17      |           |           |           |           |
| Wereldkampioen –17 | 1x        | 2015      |           |           |